# Unitás

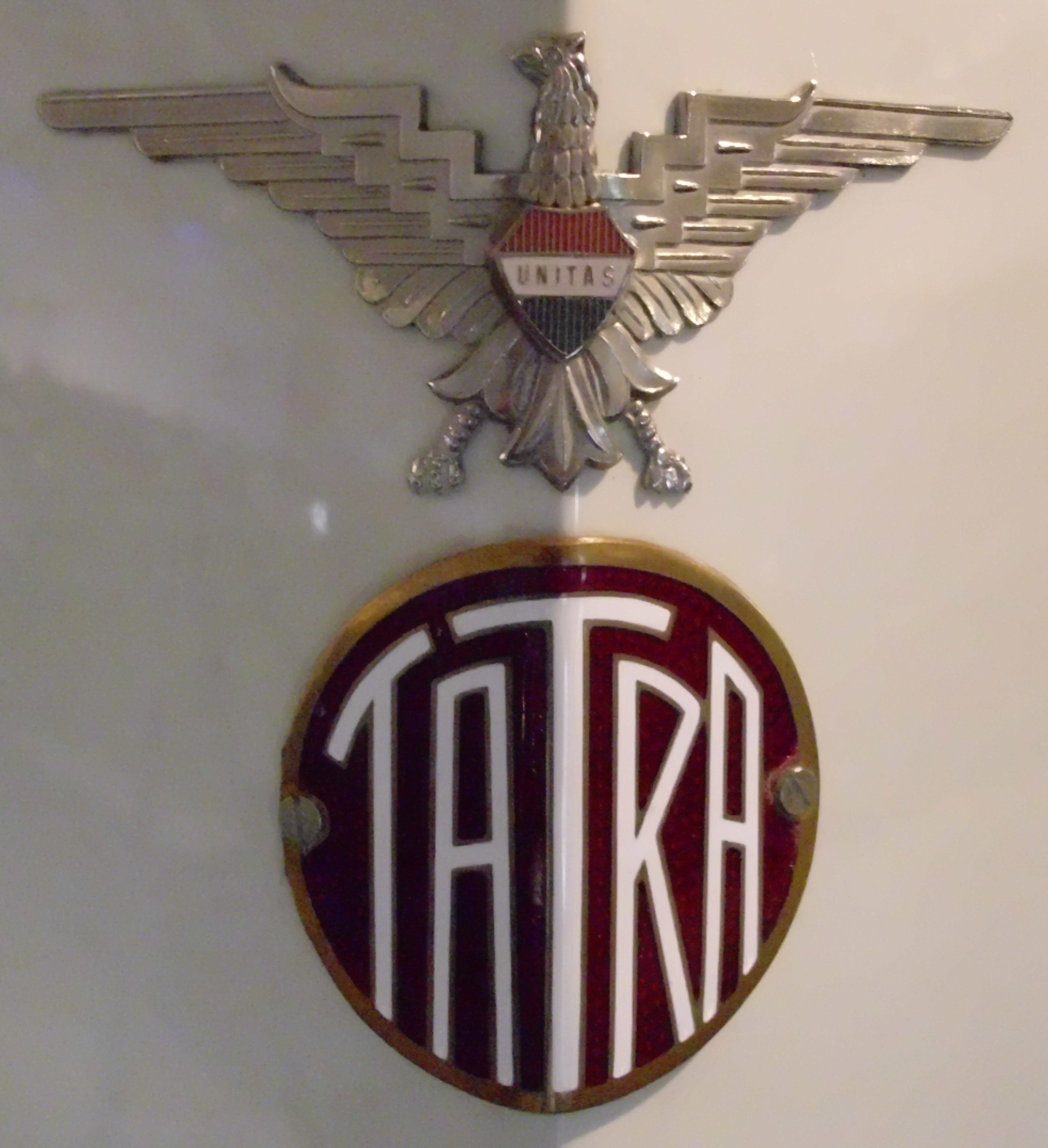
Emblém

Unitás byl maďarský výrobce automobilů a motocyklů.

## Historie
Společnost Unitás Automobil Ipari és Kereskedelmi vznikla v Budapešti po skončení první světové války. Zabývala se nejprve opravami motorů vozidel a lodí a výrobou náhradních dílů. Od roku 1920 vyráběla karoserie pro firmu Uher Kleinwagen. V roce 1921 vnikl prototyp automobilu s názvem FERFI, což byla zkratka jmen ředitele Fellnera a konstruktéra Fritze. Vůz měl šasi s trubkovým rámem, osazen byl čtyřválcovým motorem. Vůz měl však četné technické problémy a nakonec byl prodán do šrotu.
V roce 1928 začala vyrábět v licenci automobily Tatra podle dohody s koncernem Ringhoffer. Do roku 1933 bylo vyrobeno přibližně 500 vozů. Do současnosti se dochovaly pouze tři exempláře. Společnost byla v roce 1948 znárodněna.

## Vozidla
Jediným modelem byl licenčně vyráběný typ Tatra 12 pro maďarský trh. Automobil s otevřenou střechou byl nabízen s dvou nebo čtyřdveřovou karosérií. K pohonu sloužil vzduchem chlazený dvouválcový motor typu boxer.

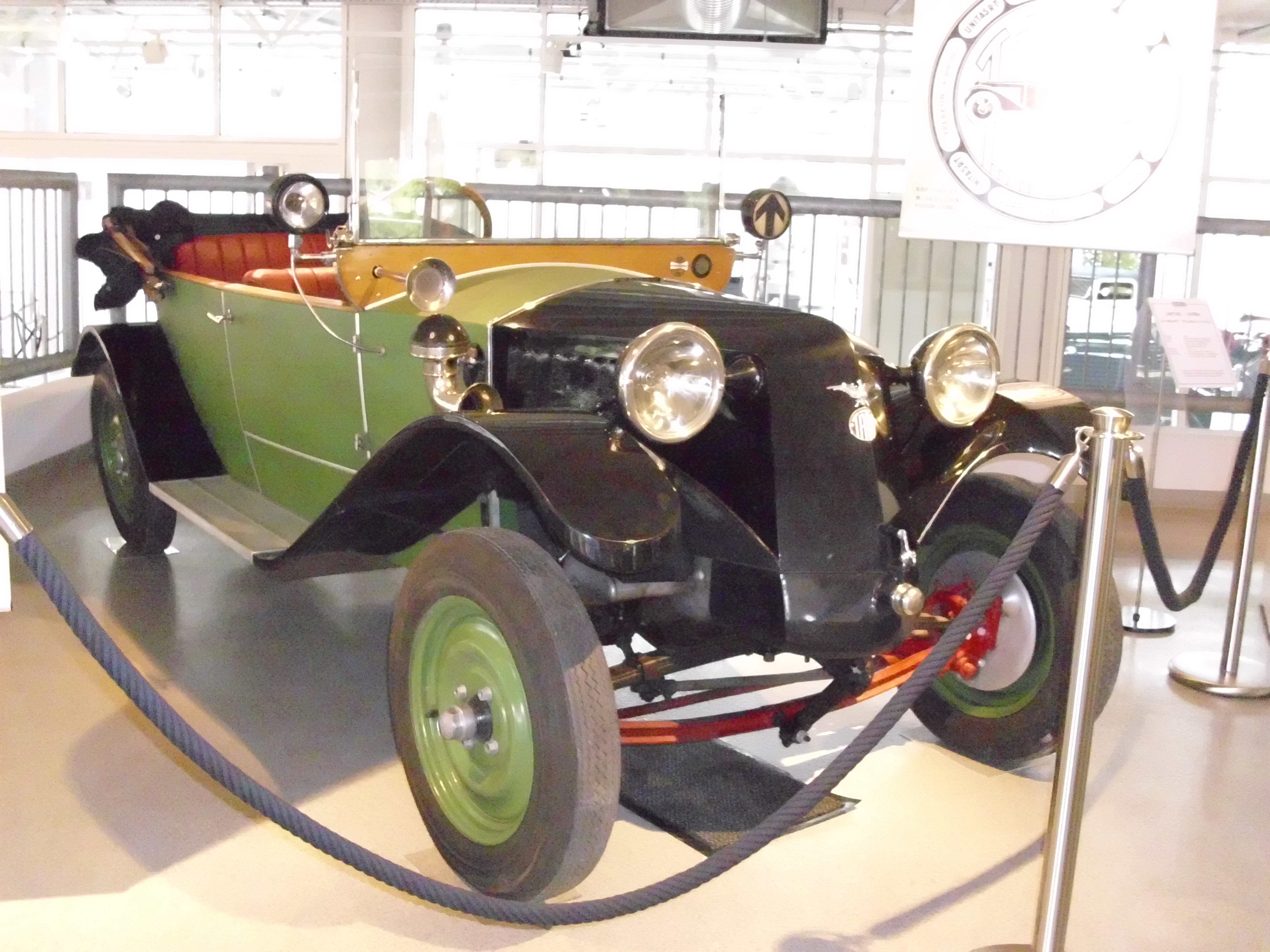
Unitás Tatra 1929
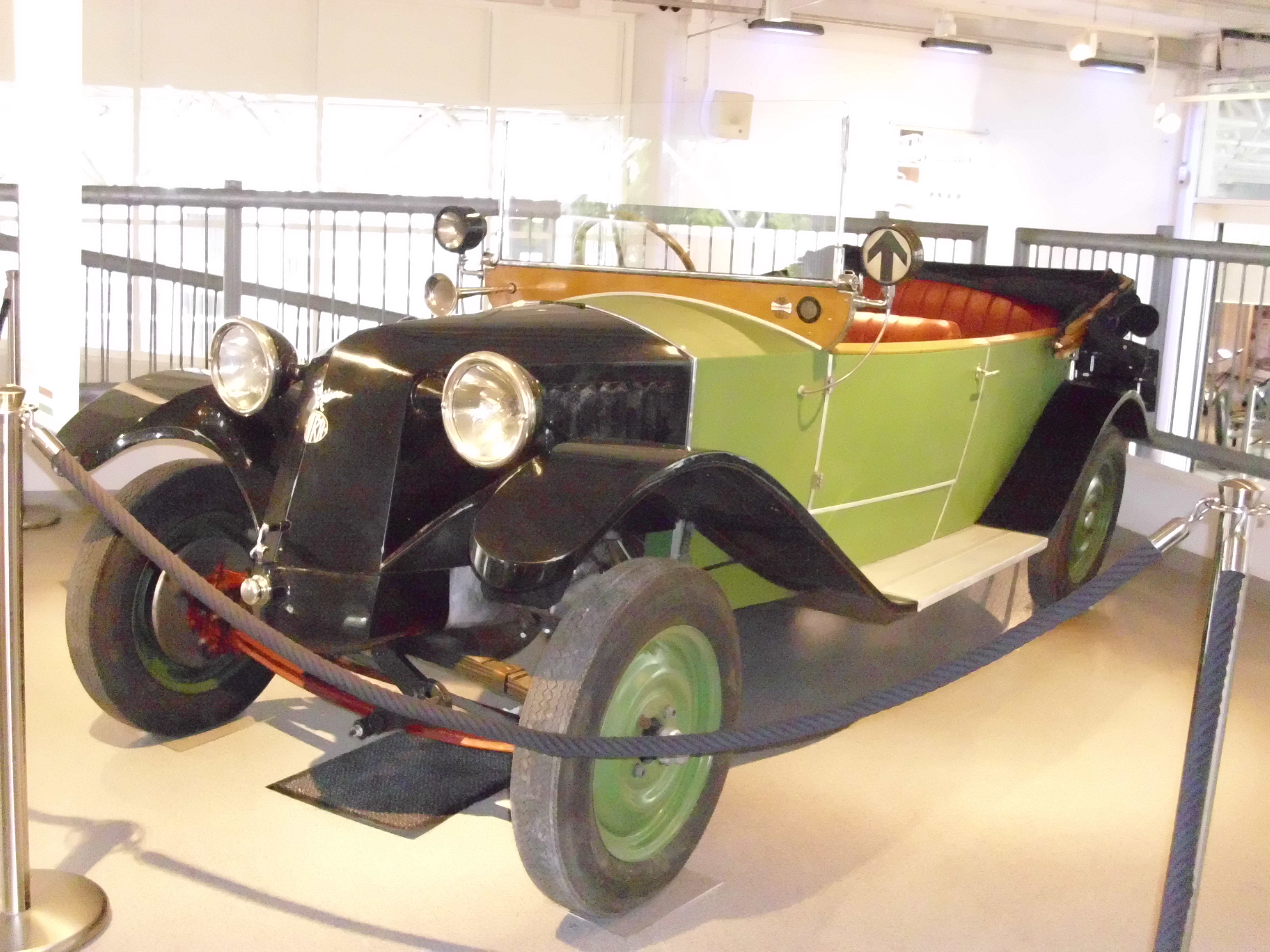
Unitás Tatra 1929
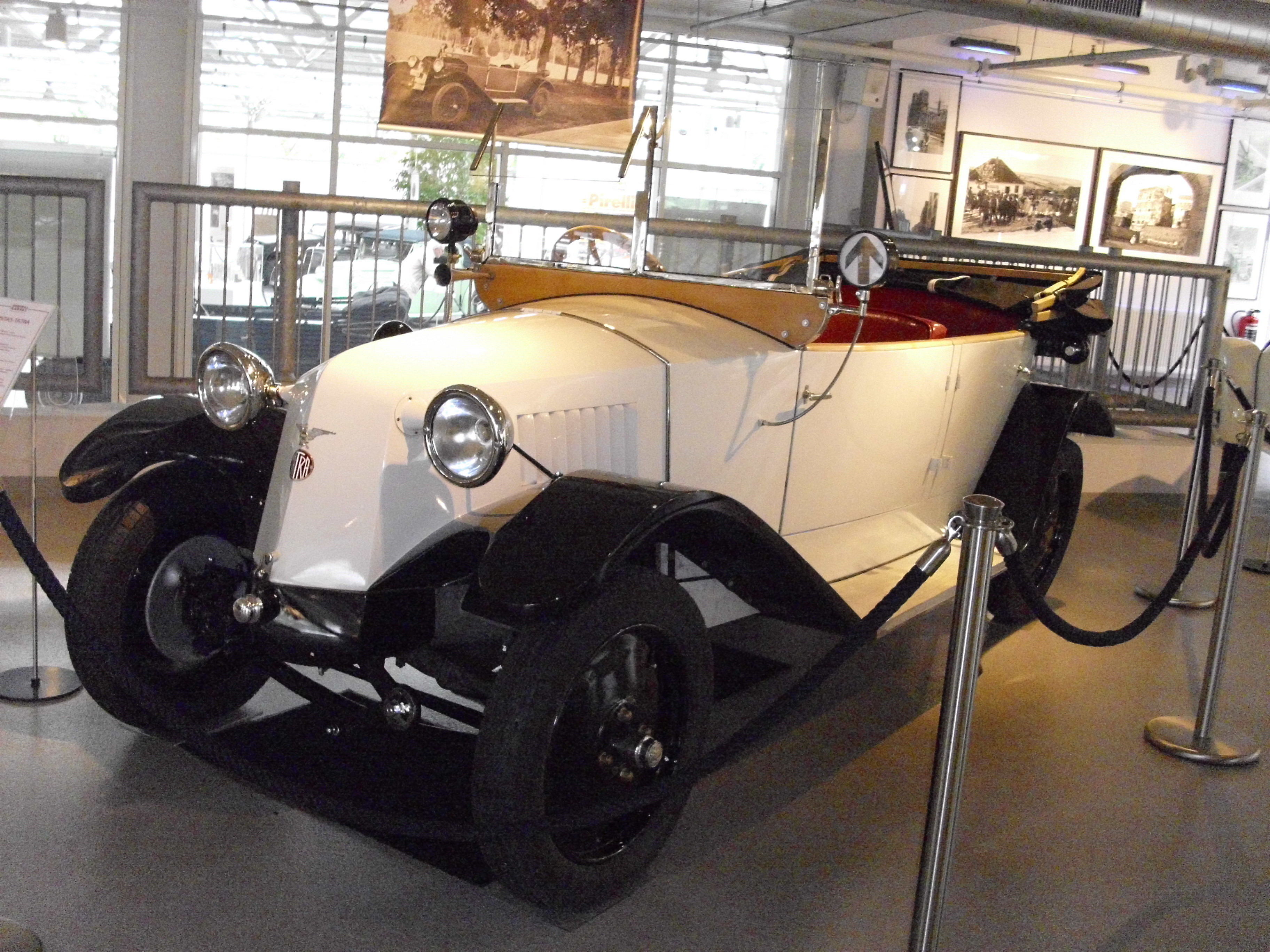
Unitás Tatra 1930
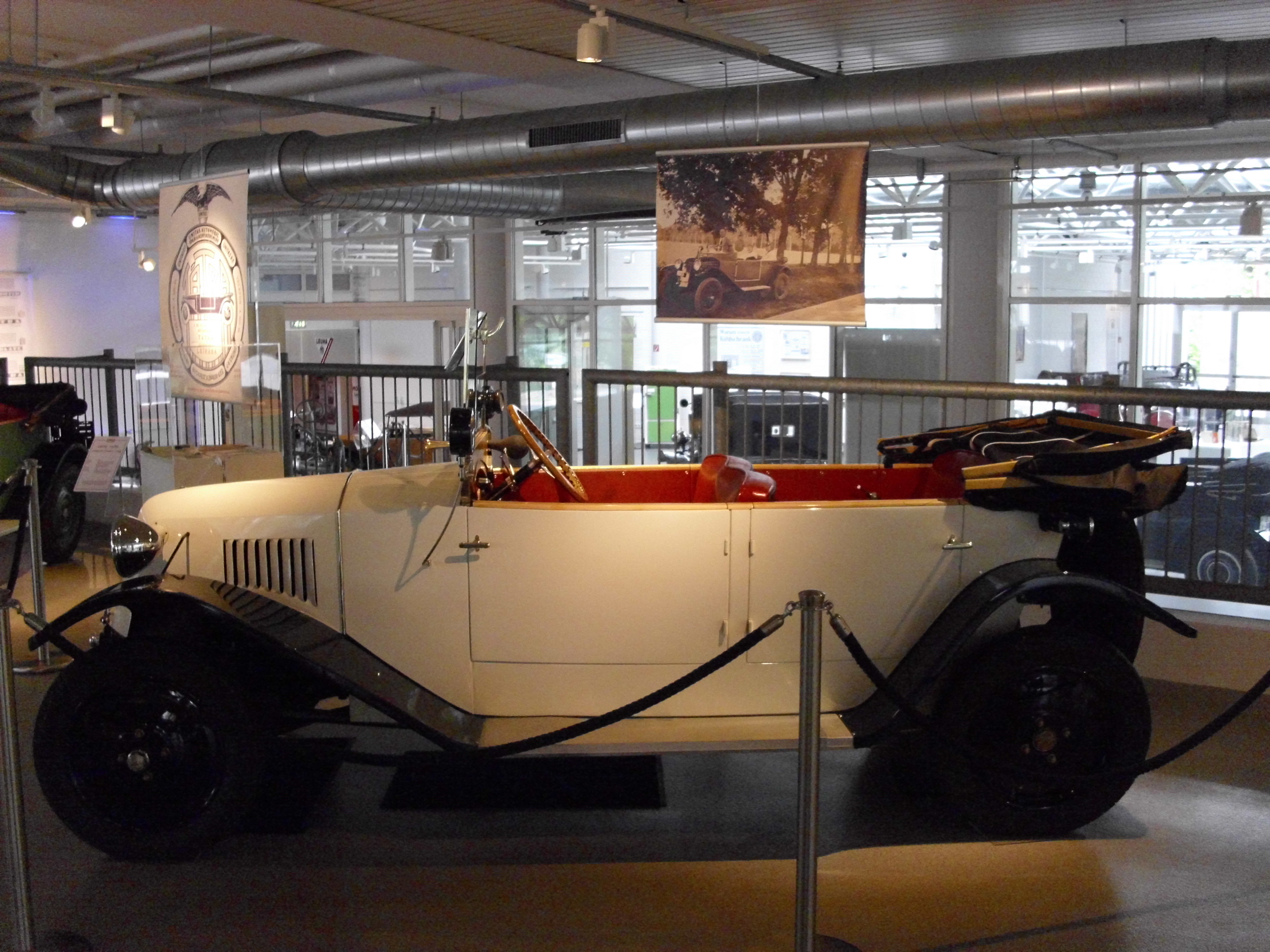
Unitás Tatra 1930

Dva vozy jsou k vidění v Central Garage v Bad Homburg vor der Höhe.